# Ján Koleník

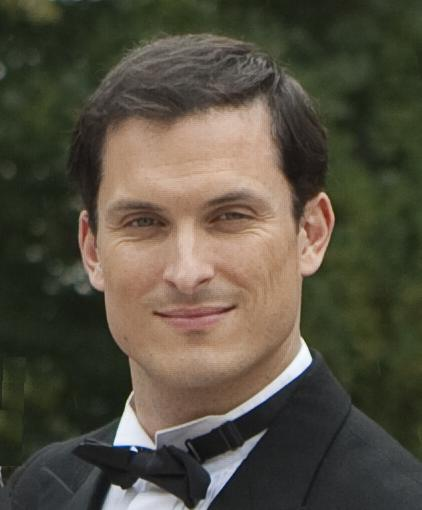
Ján Koleník (2014)

Ján Koleník (* 11. listopadu 1979, Banská Bystrica) je slovenský divadelní a filmový herec.
Po skončení studií na Vysoké škole múzických umění v Bratislavě v roce 2004 se stal členem Činohry Slovenského národního divadla. Téhož roku získal Cenu za nejlepší herecký výkon na festivalu Istropolitana projekt (postava Valena Connora v hře Opuštěný západ). Byl nominovaný na cenu Objev roku v rámci Divadelních ocenění sezóny 2003 (postava Levitu v hře Velké štěstí). V roce 2008 mu byla udělená Výroční cena literárního fondu za postavu Krále Františka (Král se baví) s přihlédnutím k postavě Nika Dubčiče (Dům v stráni). Je trojnásobným vítězem o nejoblíbenějšího slovenského herce v anketě OTO 2010/11/12. Od roku 2014 spolupracuje také s Národním divadlem v Praze ve hře 1914.
Účinkoval v televizních seriálech Medzi nami, Panelák, Keby bolo keby, Kriminálka Staré mesto, Zlomok sekundy, První republika .
Od března 2022 účinkuje v taneční soutěži Let's Dance.

## Divadelní role
- Valene – Opuštěný západ
- Levita – Velké štěstí
- Oront – Mizantrop
- Jago – Othello
- Kampen – Rozhovor s nepřítelem
- Katurian – Ujo Vankúšik
- Fontanet – Tak se na mě přilepila
- Bassanio – Kupec benátský

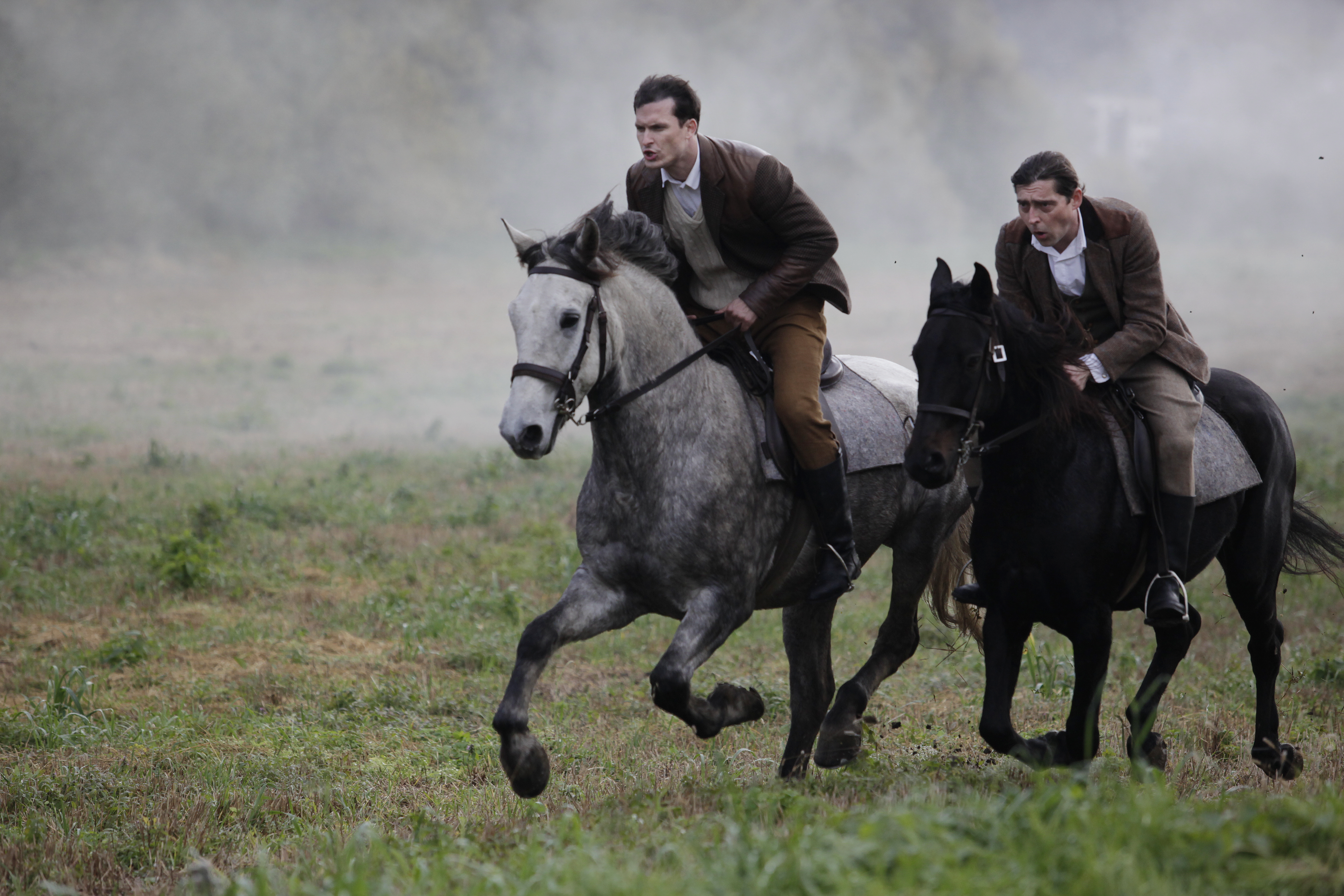
Ján Koleník spolu s Jiřím Vyorálkem v První republice

- Frank N' Further – Rocky Horror Show
- Dorant – Strategie a rozmary
- Miro – Neberte nám princeznu
- Ján Holub – Pod cizí vlajkou
- Laertes – Hamlet
- František I. – Král se baví
- Lucentio – Zkrocení zlé ženy
- Niko Dubčič – Dům v stráni
- Joachim – Plantáž
- Jochanan – Herodes a Herodias
- Antonius – Antonius a Kleopatra
- Evaristo – Vějíř
- Rakitin – Bratři Karamazovi
- Bernard – Miláček Anna